# Viktor Bryzgin
Viktor Arkad'evič Bryzgin (in russo Виктор Аркадьевич Брызгин?, in ucraino Віктор Аркадійович Бризгін?, Viktor Arkadijovič Bryzhin; Luhans'k, 22 agosto 1962) è un ex velocista sovietico, dal 1992 ucraino.

## Biografia
Fortemente specializzato nella staffetta, ha vinto almeno una medaglia in ognuna delle tre massime competizioni. A Seul 1988 ha vinto l'oro nella staffetta 4×100 metri.

## Palmarès
| Anno | Manifestazione  | Sede      | Evento  | Risultato | Prestazione | Note |
| ---- | --------------- | --------- | ------- | --------- | ----------- | ---- |
| 1983 | Mondiali        | Helsinki  | 4×100 m | Bronzo    | 38"41       |      |
| 1986 | Europei         | Stoccarda | 4×100 m | Oro       | 38"29       |      |
| 1987 | Mondiali        | Roma      | 4×100 m | Argento   | 38"02       |      |
| 1988 | Giochi olimpici | Seul      | 4×100 m | Oro       | 38"19       |      |

## Altre competizioni internazionali
1987
- Coppa Europa di atletica leggera ( Praga)